# Dobrá Voda (Číměř)
Dobrá Voda (deutsch Guttenbrunn) ist ein Ortsteil der Gemeinde Číměř in Tschechien. Er liegt fünf Kilometer nördlich von Nová Bystřice und gehört zum Okres Jindřichův Hradec. Der Ort ist als ein Dreiecklängsangerdorf angelegt.

## Geschichte
Im Jahre 1364 wird die Ortschaft „Gvtepvnne“ zum ersten Mal urkundlich erwähnt. Die Besitzungen der Ortschaft gehörten großteils zur Herrschaft Neubistritz und zu einem kleinen Teil zur Herrschaft Neuhaus. Um das Spital in Neuhaus zu erhalten, mussten die Bewohner von Guttenbrunn im Jahre 1405 einen Arbeitsbeitrag leisten.
Im Laufe der Jahrhunderte änderte sich die Schreibweise der Ortschaft mehrmals. So sprach man von „Gothenprvn“ (1429), dann von „Gutnprvn“ (1541) und schließlich ab 1789 von „Gutenbrunn“. 1848 wurde Guttenbrunn eine selbstständige Gemeinde. Die Matriken werden seit 1664 bei Neubistritz geführt.
Nach dem Ersten Weltkrieg und dem Friedensvertrag von Saint Germain, 1919, wurde der Ort, dessen Bewohner im Jahre 1910 ausschließlich der deutschen Sprachgruppe angehörten, Bestandteil der neuen Ersten Tschechoslowakischen Republik. Nach dem Münchner Abkommen, kam der Ort an das Deutsche Reich 1933 bis 1945. Er wurde ein Teil des Reichsgaus Niederdonau.
Nach dem Ende des Zweiten Weltkrieges, der 24 Opfer unter den Guttenbrunnern forderte, fiel die Gemeinde an die Dritte Tschechoslowakische Republik zurück. Am 29. Mai 1945 wurde sie mit den umliegenden Gemeinden von Tschechen besetzt. Sie nahmen 2 Männer als Geiseln und vertrieben die Ortsbevölkerung über die Grenze nach Österreich. Die Geiseln wurden erschossen. Der Ort wurde neu besiedelt. Das Vermögen der deutschen Ortsbewohner wurde durch das Beneš-Dekret 108 konfisziert. Die katholische Kirche wurde in der kommunistischen Ära enteignet. Die in Österreich befindlichen Ortsbewohner wurden bis auf 12 Familien – in Übereinstimmung mit den ursprünglichen Überführungszielen des Potsdamer Abkommens – nach Deutschland transferiert. Eine Person wanderte nach Kanada aus.
Nach 1961 wurde die Ortschaft von der Nachbargemeinde Číměř verwaltet und am 14. Juni 1964 in diese eingemeindet.

## Siegel und Wappen
Es gibt den Hinweis, dass das Gemeindesiegel einen Bären zeigte, der eine Krone und einen Buchstaben in den Pranken hielt, dieses Siegel konnte bis jetzt nicht nachgewiesen werden. Doch ein Gerichtsdokument der Nachbargemeinde Schamers aus dem Jahre 1658 zeigt einen solchen Bären. Es wird vermutet, dass die Einwohner die unter die Herrschaft Neuhaus beim Gericht in Schamers dieses Siegel führten. Welches Siegel man in der Herrschaft Neubistritz verwendeten ist derzeit noch unklar.

## Bevölkerungsentwicklung
| Volkszählung | Einwohner gesamt | Volkszugehörigkeit der Einwohner | Volkszugehörigkeit der Einwohner | Volkszugehörigkeit der Einwohner |
| Jahr         | Einwohner gesamt | Deutsche                         | Tschechen                        | Andere                           |
| ------------ | ---------------- | -------------------------------- | -------------------------------- | -------------------------------- |
| 1880         | 503              | 503                              | 0                                | 0                                |
| 1890         | 472              | 466                              | 6                                | 0                                |
| 1900         | 495              | 495                              | 0                                | 0                                |
| 1910         | 424              | 424                              | 0                                | 0                                |
| 1921         | 376              | 356                              | 6                                | 14                               |
| 1930         | 349              | 341                              | 6                                | 2                                |
| 1991         | 41               |                                  |                                  |                                  |
| 2001         | 37               |                                  |                                  |                                  |

## Sehenswürdigkeiten
- Kapelle St. Martin (1768)
- Kriegerdenkmal
- Volksschule, einklassig, später zweiklassig